# Zamęcie, Gmina Borne Sulinowo
Zamęcie [zaˈmɛnt͡ɕɛ] (tiếng Đức: Neumühl)  là một khu định cư ở khu hành chính của Gmina Borne Sulinowo, thuộc hạt Szczecinek, Tây Pomeranian Voivodeship, ở phía tây bắc Ba Lan. Nó nằm khoảng 10 kilômét (6 mi)   phía bắc Borne Sulinowo, 12 km (7 mi) về phía tây nam của Szczecinek và 132 km (82 mi) về phía đông của thủ đô khu vực Szczecin.
Trước năm 1945, khu vực này là một phần của Đức. Đối với lịch sử của khu vực, xem Lịch sử của Pomerania.